# ポンティアック・トランザム
トランザム（Trans Am）は、ゼネラルモーターズが生産したポニーカー、ポンティアック・ファイヤーバードの最上級グレード車。

## 解説
名前の由来はSCCA（Sports Car Club of America ）による市販車ベースのレース、トランスアメリカンセダンチャンピオンシップから取られている。トランザムはあくまでグレード名でありモデル名ではないため、本来は「ポンティアック・ファイヤーバード・トランザム」が正式名称であるが、「ポンティアック・トランザム」という表記も各種媒体で頻繁に使用されている。
ファイヤーバードは「Fボディ」と呼ばれるGMのプラットフォームを使用しており、シボレー・カマロの姉妹車にあたる。
トランザムは「ファイヤーバード」のハイパフォーマンス・グレードであり、高出力なエンジンとスポーティーな足回りを備える。また、シボレー・コルベットと同エンジン搭載グレードも設定されたが、スペック上はコルベットが上回るようデチューンされることが多かった。
外観上は、標準車に比べエアロパーツ、エアスクープ等が追加されている。年式によってはオプションで、火の鳥を模した巨大なボンネット用デカールも注文できた。
なお「トランザム」の名を冠してはいるが、レギュレーション（排気量5,000㏄以下）上、そのままではトランザムレースには出場できない。

## スペック

### 第1世代
1969年にファイヤーバードの上級グレードとして販売された。エンジンはラムエアエンジンと呼ばれる400cu in（6.6リットル）のエンジンが搭載された。通常仕様は366馬力から370馬力、ディーラーオプションで500馬力にチューニングされたエンジンを搭載することも可能であった。この第1世代のラムエアエンジンは翌年発売された1970年製トランザムまで搭載された。

### 第2世代

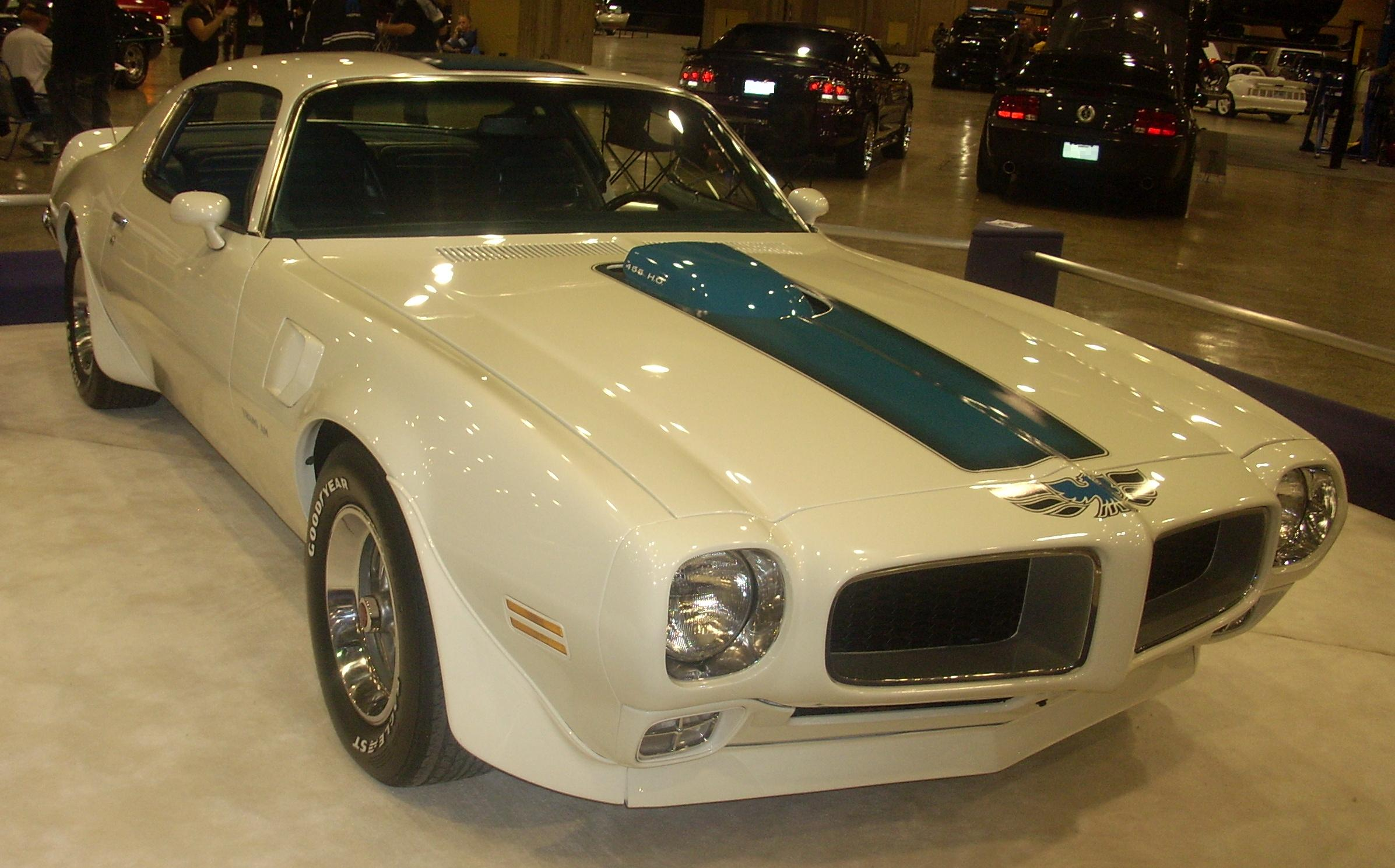
第2世代初期のトランザム（※：1972年式）排気量455cu in（7.5リットル）のビッグブロックを搭載する。

第1世代と同じく、1970年の初期生産モデルは400cu inのラムエアエンジンを搭載したが、1971年から1976年までは455cu in（7.5リットル）エンジンを搭載している。キャブレターはホーリー製を使用している。このビッグブロックはポンティアック・GTOやポンティアック・ファイヤーバードにも搭載されるH.O.455エンジンであり、その最高出力は540馬力に達した。

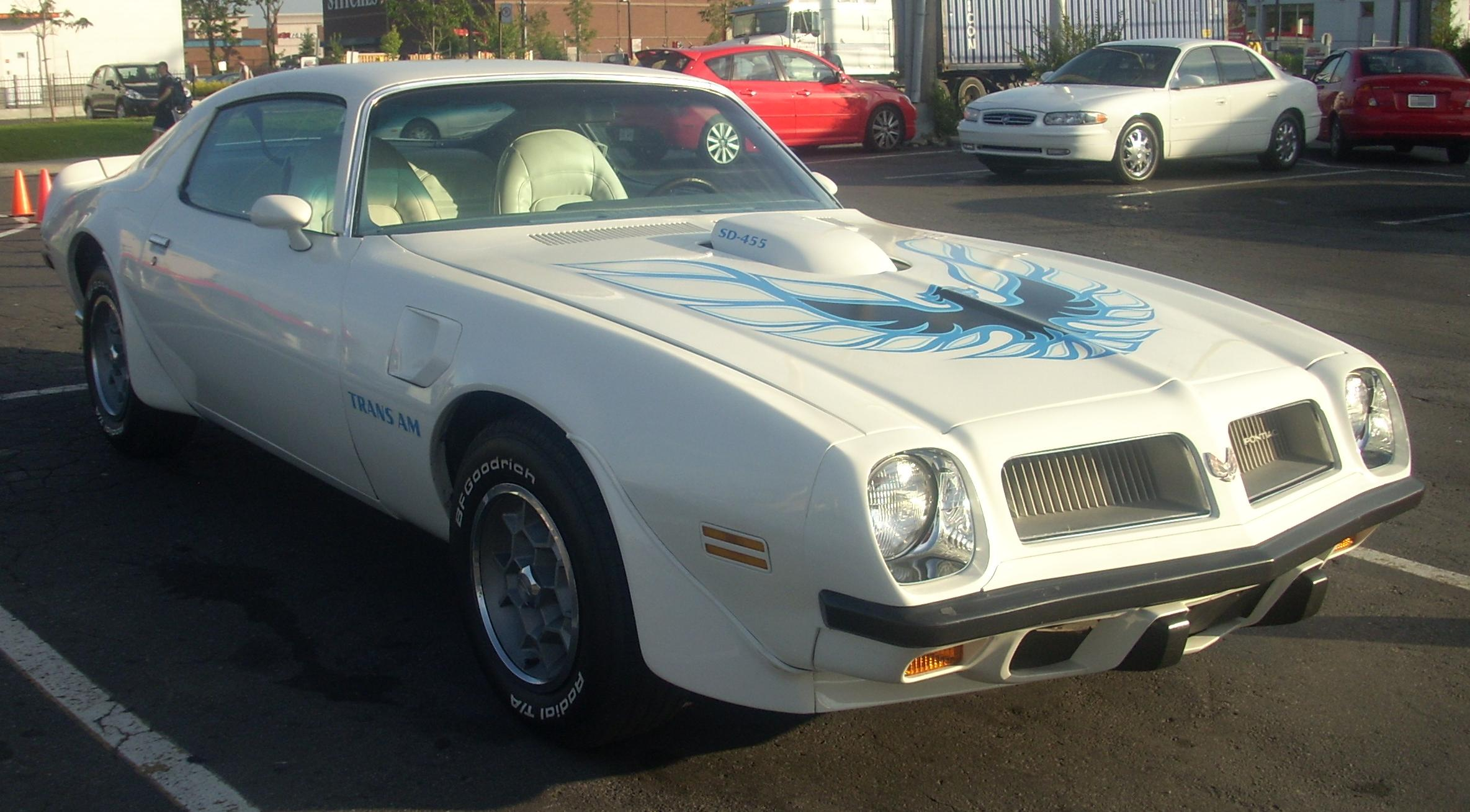
1974年式のトランザム。スーパーデューティー455と呼ばれるハイパフォーマンスエンジンを搭載。

1973年、1974年はSD-455（スーパーデューティー455）エンジンを搭載。カリフォルニアエミッションなどの排気ガス規制の波が到来する中、名機と名高いこのエンジンは、公式出力は300馬力以下に記載されていたものの、簡単なチューニングで500馬力以上の出力を発揮できるように設計されていた。しかし、排気規制以外にも第四次中東戦争の勃発によるオイルショックなどの影響で、1977年よりオールズモビル製の403cu in、又はポンティアック製400cu inと出力をダウングレードしたエンジンが搭載され始め、最高出力も年々縮小された。

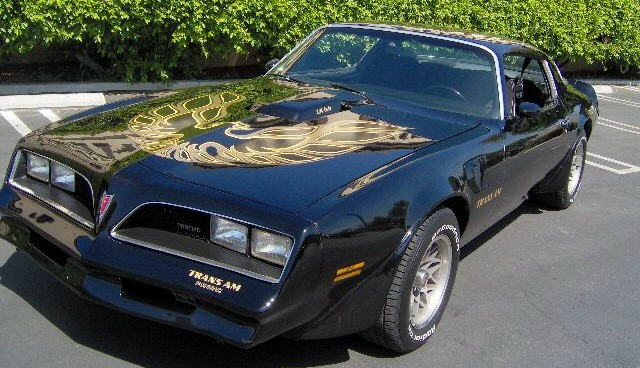
1977年式のトランザム。4灯式にモディファイされ、通称「イーグルマスク」とも呼ばれた。1979年にはさらにフロント部分をモデルチェンジした。

1977年、フロント部分を4灯式にモディファイした通称「イーグルマスク」が登場。この車両は、主にバート・レイノルズが主演する映画『トランザム7000』にも使用されたことで知名度が高まり、日本でも知られるようになった。当時の日本はスーパーカーブームであり、トランザムは厳密にはスーパーカーの位置付けではないものの、スーパーカーとして認識されることも多かった。1979年には再度フロント周りを改良され、エンジンは最終的には301cu inの自然吸気かターボチャージャー付き仕様の選択式、305cu inの4速ギア（当時のアメリカでは3速オートマチックトランスミッションが主流だった）などが設定されている。しかし排気ガス規制により低出力化は止まらなかった。

### 第3世代

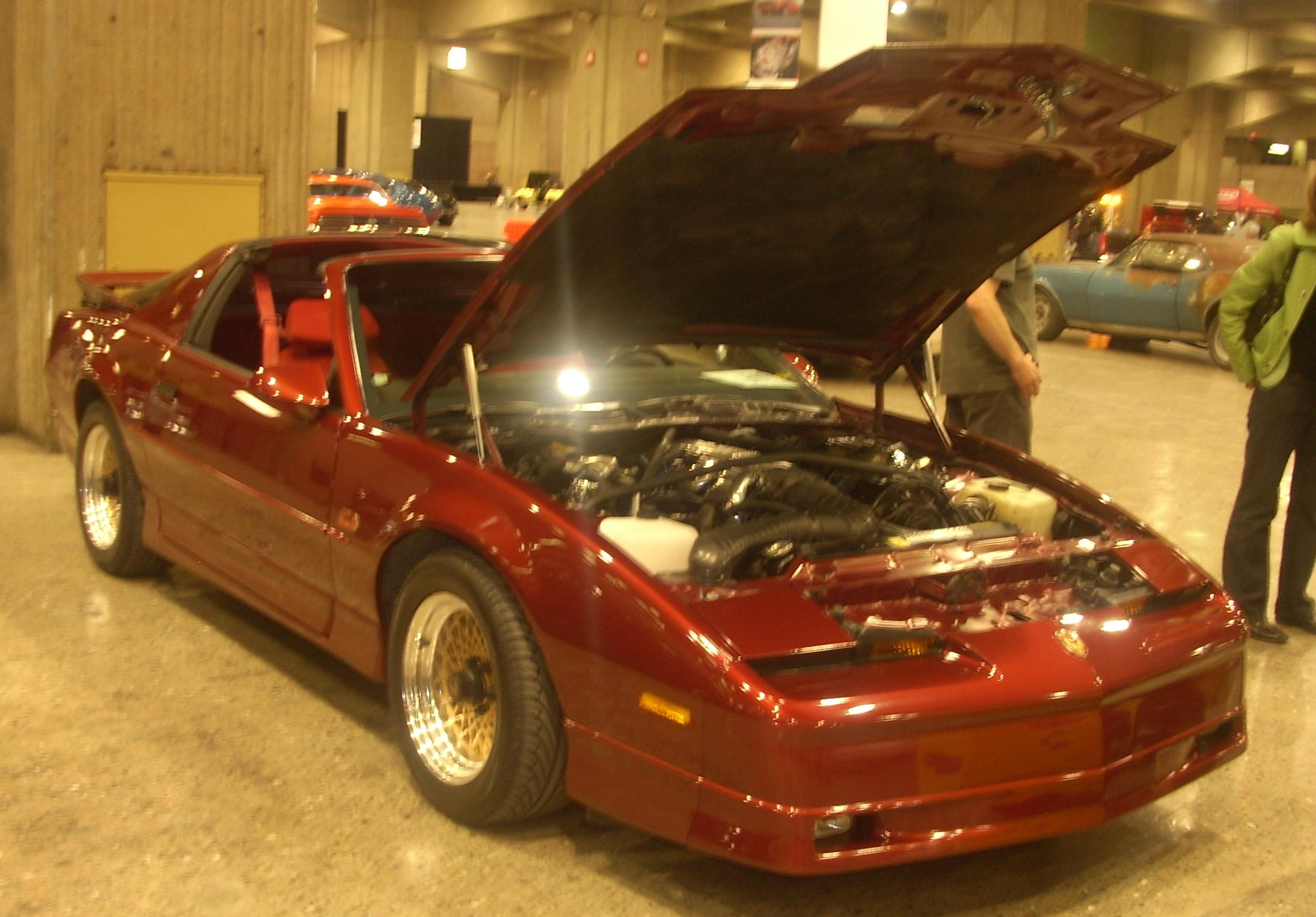
第三世代のトランザムGTA（1987年式）。金のエンブレムがGTAの特徴。

第3世代は、欧州車の影響を受け従来より大人しいデザインとなっている。外観はリトラクタブル・ヘッドライト、ウィング型リヤスポイラー、凸面形状のホイールキャップ等、空力を意識した装備を備えた反面、フェンダーフレアやエア・エクストラクタは小型化。火の鳥のデカールもモデルサイクル途中で消滅した。ただし、エアロパーツやタイヤ・ホイールは年々大型化している。1987年にはハイエンドグレードとしてトランザムGTAが登場。1991年からはコンセプトカーであるポンティアック・バンシーをモチーフとした、ヘッドライト前のスリットを廃止したフロントエンドが装着された。
初期搭載型のV型8気筒エンジンは4バレルキャブ装備で145馬力、クロスファイヤ・インジェクション搭載型でも165馬力と控えめな出力だったが、後年のGTAではC4コルベットの5.7リットルTPI V型8気筒エンジン（ただしシリンダーヘッドはコルベットがアルミニウム製であるのに対し鋳鉄製）が選択可能となり、このユニットは二重層触媒と組み合わされることにより最終的には235馬力を発生している。
GTAは純正でTバールーフを設定していない。

## エピソード

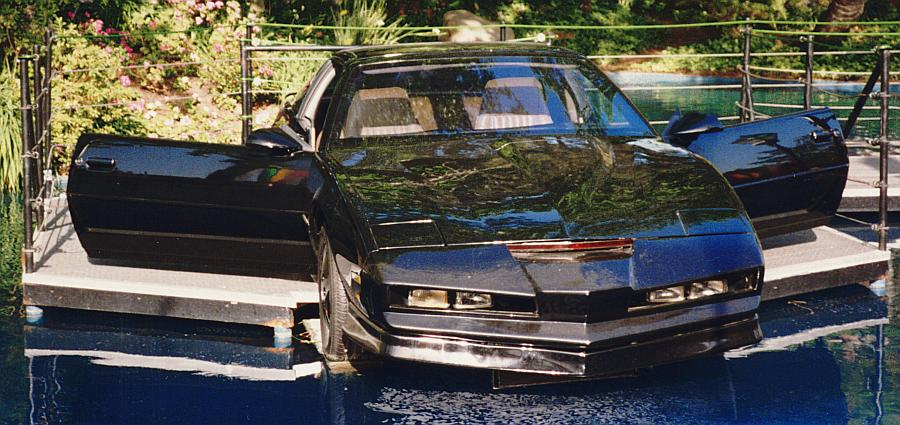
ナイト2000

- 第三世代のトランザムがテレビドラマ『ナイトライダー』にて使用された際、販売店にナイトライダー仕様のトランザムを購入しに来る客が出てきたため、ポンティアックが番組内でナイト2000をトランザムと呼ぶのを止めるのとエンドロールからメーカークレジットを消すように要請したというエピソード[注釈 4]を持つ。
- データイーストのレーザーディスクゲーム 『ロードブラスター』の自機・LX-5のベース車両には第三世代トランザムがモデルにもなっている。
- 1992年のアメリカ映画『スリープウォーカーズ』にて、青色のトランザムが登場する。
- 日本においては、ブランドが消滅していることもありアメリカ車には珍しく部品の入手が困難である。特に4th前期と呼ばれる1993～1997年モデルは輸入台数が非常に少なく、日本国内に存在する個体は100台以下とも言われている。その為パーツを入手する為にもう一台同じ中古車を購入する等の維持管理費がかかり、状態の良い物はフェラーリ等より高値で取引されている。